# Moluški kakadu
Moluški kakadu (znanstveno ime Cacatua moluccensis). Kakaduji spadajo med papige. Njihova značilnost je pernat čop na glavi. V velikost zrastejo do 50 cm. Življenjsko okolje moluškega kakaduja je otok Ceram in drugi otoki Moluškega arhipelaga. Rad živi v bližini obale.